# Internazionali Femminili di Palermo 2006
Internazionali Femminili di Palermo 2006 — жіночий тенісний турнір, що проходив на відкритих кортах з ґрунтовим покриттям у Палермо (Італія). Належав до турнірів 4-ї категорії в рамках Туру WTA 2006. Це був 19-й за ліком Internazionali Femminili di Tennis di Palermo. Тривав з 17 до 23 липня 2006 року. Друга сіяна Анабель Медіна Гаррігес здобула титул в одиночному розряді, свій третій підряд і четвертий загалом на цьому турнірі, і отримала 22 тис. доларів США.

## Фінальна частина

### Одиночний розряд
Анабель Медіна Гаррігес —  Татьяна Гарбін, 6–4, 6–4
- Для Медіни Гаррігес це був 2-й титул в одиночному розряді за рік і 6-й — за кар'єру.

### Парний розряд
Жанетта Гусарова /  Міхаелла Крайчек —  Аліче Канепа /  Джулія Габба, 6–0, 6–0